# Wappen der Stadt Leuna

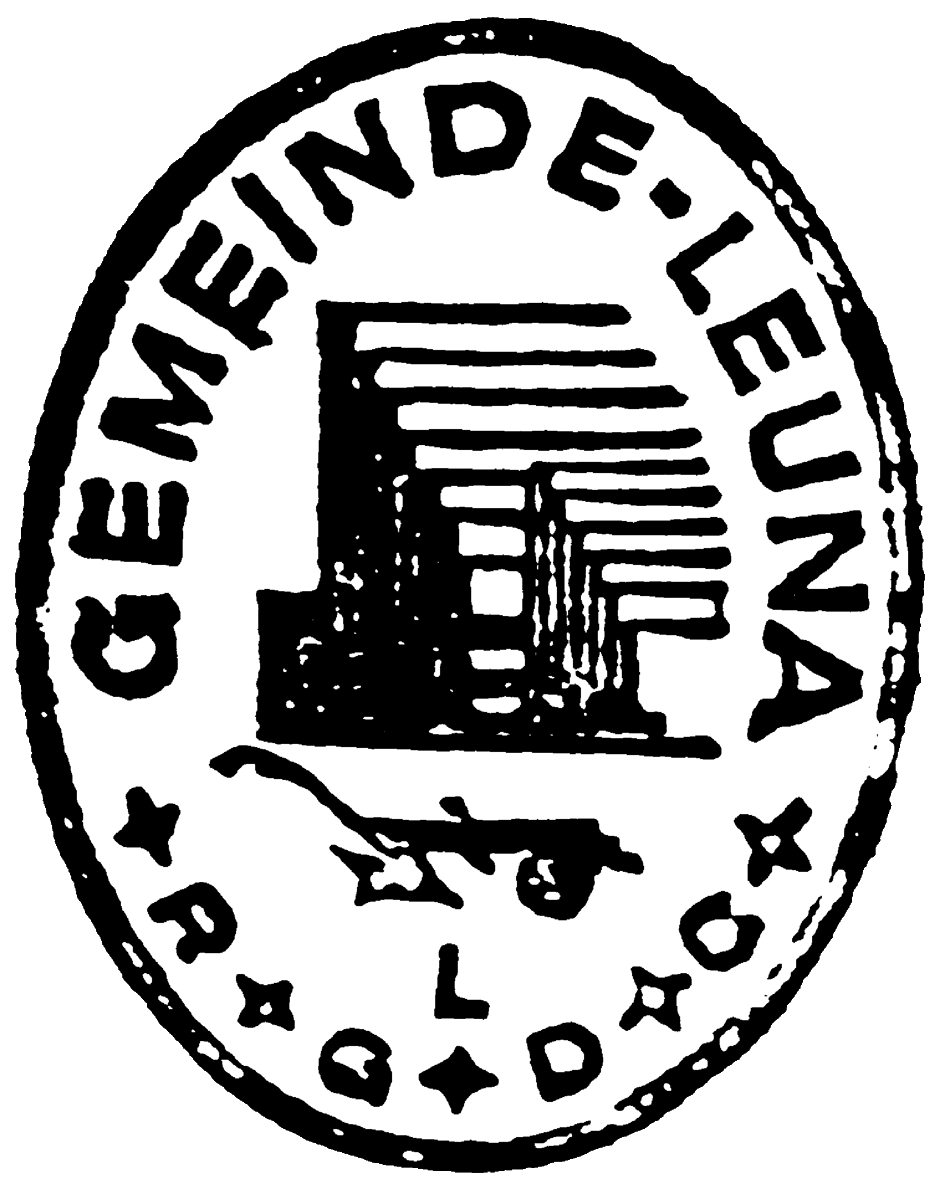
Historisches Siegel von Leuna

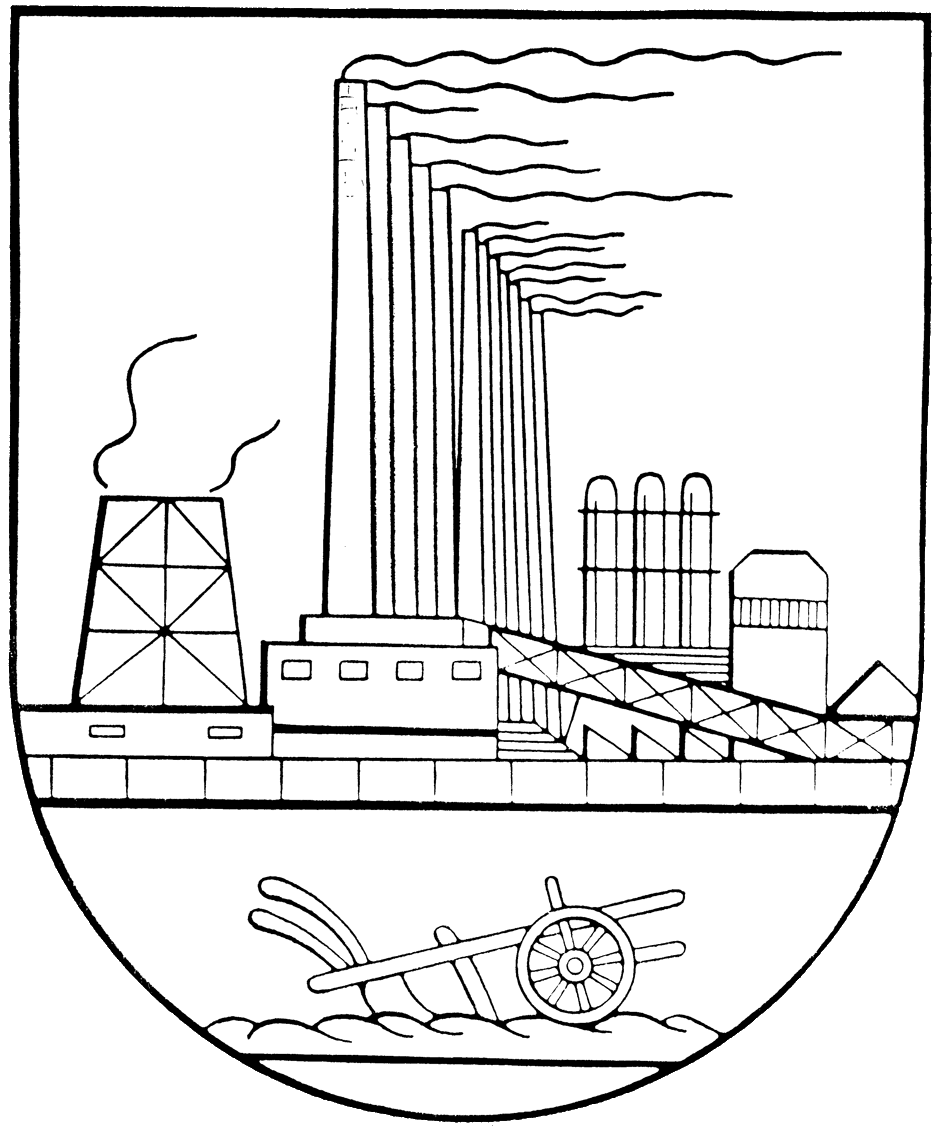
Altes Wappen der Stadt Leuna

Das Wappen von Leuna ist das offizielle Hoheitszeichen der Stadt Leuna in Sachsen-Anhalt.

## Blasonierung
Die offizielle Blasonierung des aktuellen Wappens lautet:

„In Silber über einer mit einer silbernen Pflugschar belegten schwarzgefugten grünen Mauer ein schwarzgefugter roter Schornstein, begleitet pfahlweise von je drei sechsstrahligen grünen Sternen.“

## Geschichte
Die Erarbeitung eines Wappens für die Stadt Leuna sowie eine Wappendokumentation zwecks Genehmigungsverfahren durch die Landesregierung wurden 1996 an den Magdeburger Kommunalheraldiker Jörg Mantzsch in Auftrag gegeben, um im Siegel, auf der Flagge der Stadt und im sonstigen Gebrauch ein den Regeln der Heraldik entsprechendes und offiziell genehmigtes Wappen als Hoheitszeichen des Ortes zu führen.
Leuna bestand ursprünglich aus den sechs Gemeinden Leuna, Ockendorf, Rössen, Göhlitzsch, Daspig und Cröllwitz. Diese waren kleine Dörfer, deren Bewohner sich vorwiegend von der Landwirtschaft ernährten.
Im Jahre 1930 erfolgte durch Zusammenschluss von nunmehr 5 Gemeinden die Bildung des Zweckverbandes Leuna. Bis dahin war das Leuna-Werk mit seinen erst 12, dann 13 hohen Schornsteinen entstanden. Es war Beschluss der Gemeindevertretung, die 12 Schornsteine des Leunawerkes, einen Pflug sowie einen durch Sterne und Initialen gekennzeichneten Hinweis auf die ursprünglichen Gemeinden in einem Bildsiegel zu verwenden. Ein solches Siegel wurde dann auch geführt – wohlgemerkt als Bildsiegel, nicht als Wappensiegel.
Erklärte die Gemeindevertretung noch im Jahre 1930 die Führung dieser Symbolik im Wappen für nicht unumgänglich notwendig, so trug man sich bald darauf mit dem Gedanken eines Wappens. Der Kreisausschuss Merseburg wies dieses Ansinnen und die gemachte Vorlage jedoch zurück und riet an, das Preußische Staatsarchiv sowie einen versierten Heraldiker zu konsultieren.
Mit Schreiben vom 12. Januar 1931 wurde durch Walter Möllenberg vom Staatsarchiv in Magdeburg die Leunaer Vorlage mit rauchenden Schornsteinen, Pflug, Sternen und Buchstaben als Wappen bemängelt und negativ begutachtet. Professor Möllenberg empfahl ebenfalls mit dem Wappenentwurf einen Heraldiker zu beauftragen und dieses nicht im Selbstversuch zu entwickeln.
In der Folgezeit führte Leuna sein Bildsiegel, dann ein Schriftsiegel und ein Bildsiegel mit Reichsadler und Hakenkreuz, zu DDR-Zeiten mit Staatsemblem, und nach der Wende ab 1990 wieder das Bildsiegel mit rauchenden Schornsteinen hinter einer Betriebsanlage und mit Pflug.
Mit Schreiben vom 12. Januar 1995 wurde seitens des Landeshauptarchivs Sachsen-Anhalt das ab 1976 verwendete Wappen mit der oben genannten Symbolik als in seiner Darstellung falsch und in seinem Gebrauch rechtswidrig abgelehnt. Folgende Argumente waren bei der Bewertung wesentlich:
- Das Wappen hat den Charakter einer bildhaften Zeichnung – nicht einer heraldischen Symbolik. Es sind solche Symbole zu verwenden, die in der Wappenkunde üblich sind. Das schließt selbstverständlich den Gebrauch neuer Symbole (z. B. aus der Industrie) ein.
- Im Sinne des heraldischen Grundsatzes pars pro toto (Teil des Ganzen) muss bei der Darstellung der Industrie nur ein wesentliches Element herausgegriffen und abgebildet werden. Selbiges gilt auch für den Pflug, der in jüngsten Entwürfen sogar mit Zugmaschine konzipiert wurde.
- Das Wappen muss korrekt tingiert werden. Das heißt, der Wappenschild und die darauf enthaltenen Symbole müssen der Grundregel der Tingistik entsprechende Farben (Tinkturen) tragen.

Erst mit Erfüllung dieser Bedingungen war eine Genehmigung vom Gesetzgeber zur Führung des Wappens zu erwarten.
Im Jahr 1996 kam es daraufhin zum Beschluss der Stadt Leuna, das Stadtwappen mit folgenden Symbolen und Farben zu versehen:
- Statt 12 Schornsteinen und einer ganzen Betriebsanlage wird nur 1 Schornstein ohne Rauch verwendet. Der Schornstein ist rot und gefugt. Er symbolisiert das Leunawerk als herausragenden und die Stadt prägenden Industriestandort.
- Den Schornstein begleiten 6 grüne sechsstrahlige Sterne, d. h. auf jeder Seite 3 Sterne. Die Sterne symbolisieren die ursprünglichen 6 eigenständigen Dörfer, aus denen die heutige Stadt hervorging.
- Der Schildfuß ist grün und gefugt. Damit stellt er ein heraldisches Symbol städtischer Befestigung dar. Die Farbe Grün bezieht sich auf Leuna als Gartenstadt, denn so wurde ursprünglich die Stadt geplant und gebaut.
- Statt des ganzen Pfluges wurde eine stilisierte silberne Pflugschar gewählt, die den Schildfuß belegt.

Im Februar 1996 beschloss der Stadtrat die Vorlage des Heraldikers Jörg Mantzsch ins Genehmigungsverfahren zu bringen. Die Genehmigung erfolgte am 11. Juni 1996 durch das Regierungspräsidium Halle.